# Oronzo Gabriele Costa
Oronzo Gabriele Costa (* 26. August 1787 in Alessano; † 7. November 1867 in Neapel) war ein italienischer Zoologe mit dem Spezialgebiet Entomologie.

## Leben und Wirken
Costa lehrte Zoologie an der Universität Neapel.
Seine Söhne Achille Costa (1823–1899), der ihm auf seinem Lehrstuhl folgte, und Giuseppe Costa (1813–1883) waren ebenfalls Zoologen.

## Mitgliedschaften
1841 wurde Costa von Félix Édouard Guérin-Méneville als Mitglied Nummer 236 der Société Cuvierienne vorgestellt.

## Erstbeschreibungen
Er ist u. a. Erstbeschreiber der Muschel Lentidium mediterraneum Costa, OG 1830.

## Schriften
- Fauna Vesuviana (1827).
- Fauna di Aspromonte (1828).
- Fauna del Regno di Napoli.